# Theodore L. Thomas
Theodore Lockard Thomas (13 aprile 1920 – 24 settembre 2005) è stato uno scrittore di fantascienza statunitense.
Ha usato anche gli pseudonimi di Ted Thomas e Leonard Lockard.

## Biografia
Avvocato e ingegnere chimico, esordì come scrittore di fantascienza nel 1952, pubblicando in seguito, nell'arco di tre decenni, una cinquantina di racconti di buon livello, anche in collaborazione con altri. Il più famoso tra essi è L'uomo del tempo (The Weather Man, 1962), in cui si immagina di un'istituzione futura che, essendo in grado di controllare il clima, riesce di fatto ad influenzare i destini del mondo intero.
Thomas ha scritto solo due romanzi, entrambi in coppia con Kate Wilhelm: Dalle fogne di Chicago (riproposto nel 2008 col titolo Clone, più fedele all'originale The Clone, 1965), ricavato da una sua stessa short story del 1959, e Il giorno della nuvola (Year of the Cloud, 1970).
Negli anni sessanta Thomas pubblicò anche numerosi articoli di carattere scientifico.

## Opere

### Romanzi
- Dalle fogne di Chicago (The Clone, con Kate Wilhelm, 1965), trad. it. Dalle fogne di Chicago, Urania 436, Arnoldo Mondadori Editore, Milano 1966; Urania 708, Arnoldo Mondadori Editore, Milano 1976; Classici Urania 100, Arnoldo Mondadori Editore, Milano 1985; come Clone Urania Collezione 060, Arnoldo Mondadori Editore, Milano 2008
- Il giorno della nuvola (Year of the Cloud, con Kate Wilhelm, 1970), trad. it. Urania 789, Arnoldo Mondadori Editore, Milano 1979

### Racconti
- Professione improbabile (Improbable Profession; firmato come Leonard Lockard; con Charles L. Harness, 1952) trad. it. in Il futuro alla sbarra di Charles L. Harness, Science Fiction Book Club 52, La Tribuna, Piacenza, 1977
- The Fatal Third (1953)
- Ceramic Incident (1956)
- The Far Look (1956)
- The Attractive Nuisance (1957)
- The Innocents' Refuge (1957)
- Mars Trial (1957)
- Satellite Passage (1958)
- The Back of a Hand (1958)
- The Law School (1958)
- Broken Tool (1959)
- The Clone (1959)
- Day of Succession (1959)
- December 28th (1959)
- The Good Work (1959)
- New Model Spaceman (1959)
- The Crackpot (1960)
- The Flames of Life (1960)
- The Sound of Screaming (1960)
- The Intruder (1961)
- The Lagging Profession (firmato come Leonard Lockard) (1961)
- Passage to Malish (1961)
- The Spy (1962)
- Test (Test, 1962), trad. it. in Tenebra antica e altre storie dell'orrore dal «Magazine of Fantasy & SF» (The Best Horror Stories from The Magazine of Fantasy & Science Fiction, 1988) a cura di Edward L. Ferman e Anne Jordan, Oscar Horror 18, Arnoldo Mondadori Editore, Milano 1992
- L'uomo del tempo (The Weather Man, 1962) trad. it. in Le grandi storie della fantascienza: 1962 (Isaac Asimov Presents: The Great Sf Stories 24 (1962), 1992), a cura di Isaac Asimov e Martin H. Greenberg, Classici Urania 210, Arnoldo Mondadori Editore, Milano 1994; in Le grandi storie della fantascienza: 1962 (Isaac Asimov Presents: The Great Sf Stories 24 (1962), 1992), a cura di Isaac Asimov e Martin H. Greenberg, I Libri di Urania 24, Arnoldo Mondadori Editore, Milano 1995
- L'uomo solitario (The Lonely Man, 1963) trad. it. su Galaxy 72 Anno VII-N. 5, La Tribuna, Piacenza 1964
- Carbonaceous Chrondites (1964)
- The Red Cells (1964)
- The Soft Woman (1964)
- The Ice Ages (1965)
- Morte per fuoco (Man Fire, 1965) trad. it. in Morte per fuoco e altri racconti, Urania 384, Arnoldo Mondadori Editore, Milano 1965
- The Being in the Tank (firmato come Ted Thomas) (1967)
- The Doctor (1967)
- The Other Culture (firmato come Ted Thomas) (1969)
- Welcome Centaurians (firmato come Ted Thomas) (1969)
- The Weather on the Sun (1970)
- Motion Day at the Courthouse (firmato come Ted Thomas) (1971)
- The Swan Song of Dame Horse (firmato come Ted Thomas) (1971)
- The Tour (firmato come Ted Thomas) (1971)
- Early Bird (con Theodore R. Cogswell, 1973)
- Paradise Regained (firmato come Thomas Cogswell) (con Theodore R. Cogswell, 1973)
- La macchia rossa di Giove (The Rescuers; firmato come Ted Thomas, 1974) trad. it. in Pistolero fuori tempo, Urania 676, Arnoldo Mondadori Editore, Milano 1975
- Giochi di gravità (Players at Null-G, firmato come Ted Thomas, con Algis Budrys e Theodore R. Cogswell, 1975) trad. it. in La torre sull'orlo del tempo (Tower at the Edge of Time, 1968-69) di Lin Carter, Urania 709, Arnoldo Mondadori Editore, Milano 1976
- The Family Man (firmato come Ted Thomas) (1978)
- The Splice (1981)